# الحركة العمالية في لبنان
تعود جذور الحركة العمالية في لبنان إلى أوائل القرن العشرين، حيث بدأ العمال في تنظيم أنفسهم في المراحل الأولى من أجل المطالبة بحماية أفضل وأجورأعلى.
لفترة طويلة من تاريخها، استمرت الحركة العمالية خارج إطار النظام السياسي الطائفي في لبنان، وأصبحت واحدة من أكبر الحركات التي يمكن للعمال اللبنانيين أن يتحدوا من خلالها على أسس غير طائفية. وعلى الرغم من تأثير الحرب الأهلية والتدخل السياسي، تأثرت الحركة العمالية بالنظام الطائفي للبلاد، وما زالت مجزأة حتى الوقت الحالي.

## تاريخ الحركة العمالية في لبنان

### الفترة العثمانية (القرن التاسع عشر وبداية القرن العشرين)
في عام 1911، تجمع العمال المنظمون لأول مرة في لبنان في جمعية عمال المطابع. خلال العقدين الأولين من القرن العشرين، أسست منظمات أخرى مثل جمعية عمال السكك الحديدية. قامت هذه المنظمات بتنظيم عدة إضرابات للدفاع عن حقوق العمال ومصالحهم. حققت هذه الإضرابات نجاحًا محدودًا، بسبب الافتقار إلى التنظيم.  وفي عام 1913، نظمت جمعية الاتحاد والترقي إضرابًا عامًا للمطالبة بمزيد من الحكم الذاتي عن السلطات العثمانية، لكن الإضراب تم قمعه بشدة.  تأسس حزب الشعب عام 1924، والذي أصبح بعد عام واحد الحزب الشيوعي اللبناني.  وقد ظل الحزب الشيوعي اللبناني قريباً من الحركة العمالية حتى فترة طويلة من ثمانينيات القرن العشرين. 

### عصر الانتداب (1922-1943)
أصبح لبنان تحت الانتداب الفرنسي عام 1922. ومنذ تلك اللحظة تزايدت المطابع في بيروت، مما ساعد على نمو الحركة العمالية. في ثلاثينيات القرن العشرين، تم الترويج لأنشطة الحركة العمالية من خلال مجلة اليقظة، التي أطلقت على نفسها اسم "صوت الطبقة العاملة".  في فترة الثلاثينيات، شهد الاقتصاد اللبناني تدهورًا في الظروف المعيشية وزيادة في معدلات التضخم. وكانت هذه الفترة أيضًا فترة تحول هامة بالنسبة للاقتصاد اللبناني، وقد ترتبت عليها اضطرابات اجتماعية نتيجة امتيازات البرجوازية الموالية لفرنسا. على سبيل المثال، في عام 1931، على سبيل المثال: تم تنظيم إضراب عام لسائقي سيارات الأجرة وسكان بيروت وطرابلس ضد شركة الترامواي الفرنسية بسبب المنافسة والاستخدام العالي للكهرباء. انتصرت الحركة بعد بضعة أشهر. 
في السنوات 1936 و1937، شهدت زيادة ملحوظة في عدد المظاهرات والإضرابات، بالإضافة إلى احتلال العديد من المصانع في أكتوبر 1936،في عام 1939 كانت الحركة العمالية تكافح بسبب القمع الشديد من قبل السلطات الفرنسية. مع بداية الحرب العالمية الثانية جاء انتعاش القطاع الصناعي. وقد تسبب هذا في نزوح داخلي للعمال، مما جعل من الصعب عليهم التنظيم. 

### ما بعد الانتداب (1943-1975)
أول اتحاد نقابي تأسس في لبنان بعد انتهاء الانتداب الفرنسي كان اتحاد نقابات العمال والموظفين (FTUWE) عام 1944، والذي بقي مائلاً لكنه كان في مرحلته الأولى يعتبر أكثر اعتدالاً. في السنوات الأولى بعد تأسيسه، ركز اتحاد النقابات العمالية على إصدار قانون العمل اللبناني.  وبعد الضغط على الحكومة بتنظيم إضراب عام، صدر أول قانون عمل في 23 سبتمبر 1946. وبذلك، اعترفت الدولة اللبنانية رسمياً بالنقابات العمالية للمرة الأولى. لكن قانون العمل جعل من الصعب أيضًا على النقابات العمالية تنظيم نفسها سياسيًا وإنشاء نقابات عمالية جديدة.  بعد صدور قانون العمل، قامت الحكومة اللبنانية بحل النقابات القائمة، وسمحت فقط للنقابات التابعة للحكومة. هذا لا يعني أن منظمات مثل اتحاد النقابات العمالية لم تعد موجودة، لكنها ظلت غير قانونية لعقود من الزمن. 
شهدت فترة الستينيات بعض المشاريع الحكومية لتحسين ظروف العمال في ظل رئاسة فؤاد شهاب ، مثل إنشاء الصندوق الوطني للضمان الاجتماعي (NSSF) الذي لا يزال العديد من اللبنانيين يعتمدون عليه حتى اليوم. ولسوء الحظ، أثبت الصندوق الوطني للضمان الاجتماعي عدم كفايته منذ إنشائه، وفي كثير من الحالات غير قادر على تحقيق النتائج.  في عام 1970، أصبحت الاتحادات المتبقية خارج GCWL جزءًا منه، وظل GCWL الممثل الرئيسي للنقابات العمالية منذ ذلك الحين. كما ارتفع عدد النقابات العمالية في هذه الفترة من 72 نقابة عام 1956 إلى 117 نقابة عام 1966. 

### حقبة الحرب الأهلية (1975-1991)
مع بداية الحرب الأهلية اللبنانية من عام 1975 إلى عام 1991، حدث أيضًا ركود في الأجور وارتفاع التضخم وانخفاض ظروف العمل. ظلت زيادة الأجور - وهي ضرورية بسبب ارتفاع التضخم - هي الهدف الرئيسي لشركة GCWL. ومن بين النقاط الأخرى في قائمة مطالبهم إنهاء الانقسامات الطائفية، وتحقيق الحماية الاجتماعية لجميع العمال.  خلال الحرب، شهدت الحركة العمالية صراعًا داخليًا بسبب الاختلاف في وجهات النظر السياسية، والقيود التي أعقبت حكم الميليشيات. وكان على الحركة أيضًا أن تتعامل مع تزايد مشاركة الميليشيات.  ولا تزال الحركة العمالية مهمة في الحرب ضد العنف الطائفي خلال الحرب. 
إحدى الأحداث التي سبقت وساهمت في اندلاع الحرب كانت مرتبطة بالحركة العمالية: احتجاج الصيادين في صيدا عام 1975 ضد منح حقوق الصيد لشركة واحدة فقط، انتهى باشتباك عندما تدخل الجيش. قُتل ثمانية عشر مدنياً.  خلال الحرب، نظمت الحركة أكثر من 114 احتجاجًا بين عامي 1984 و1989 وكان أحد هذه الأنشطة هو الإضراب الوطني العام عام 1986، للمطالبة بوضع حد للجوع والفقر، فضلاً عن معارضة الانقسامات الطائفية. تراجعت GCWL مباشرة قبل البداية. 

### ما بعد الحرب حتى الوقت الحاضر
بعد الحرب، تراكمت الديون على الدولة اللبنانية من أجل إعادة إعمار البلاد. وكانت العواقب المترتبة على ذلك هي ارتفاع أسعار الفائدة والاقتراض، والتي أصبح من الصعب على نحو متزايد دفع ثمنها من قبل القطاع الخاص. وعلى الرغم من أن الناتج المحلي الإجمالي ارتفع بسرعة أيضًا، إلا أن هذه الثروة لم يتم توزيعها بالتساوي على المواطنين اللبنانيين. ونظرًا لهيمنة العمال العاملين في الشركات الصغيرة، ظل عدد العمال النقابيين منخفضًا. 
كانت GCWL واحدة من القوى الرئيسية التي كانت وراء استقالة رئيس الوزراء عمر كرامي ، حيث أدت الإضرابات الكبرى إلى إصابة البلاد بالشلل. وفي عامي 1994 و1995، نُظمت إضرابات عامة أخرى، وفرضت الحكومة حظرًا على المظاهرات. ونتيجة لذلك، تصرفت قوات الأمن بعنف تجاه المتظاهرين.  أصبح تدخل الجيش في أعمال الحركة العمالية حدثًا منتظمًا بعد ذلك. 
كان لدى العديد من حكومات رئيس الوزراء رفيق الحريري صراعات مع GCWL، وشهدت التسعينيات زيادة في الإضرابات وغيرها من الإجراءات التي قامت بها الحركة العمالية.  أصبح تدخل الدولة في الحركة العمالية أكثر شيوعًا خلال هذا الوقت، حيث كانت الحكومة تتدخل في انتخابات GCWL.  خلال انتخابات GCWL عام 1997، نجحت حكومة رئيس الوزراء رفيق الحريري في إطاحة رئيس GCWL الياس أبو رزق. وفي الوقت نفسه، سمحت وزارة العمل بشكل متزايد للنقابات العمالية التي تم رفضها لأول مرة من قبل GCWL. وفقاً للباحثة ليا بو خاطر، فإن هذه المواجهات بين الحكومة واتحاد عمال لبنان في هذه الفترة لا علاقة لها بعلاقات العمل، ويمكن اعتبارها صراعاً على السلطة داخل النظام السياسي الطائفي الليبرالي في لبنان. 
بسبب زيادة النقابات العمالية، وانخفاض عدد العمال النقابيين، والاختراق السياسي، أصبحت الحركة العمالية مجزأة منذ العقد الأول من القرن الحادي والعشرين فصاعدًا.  عندما أعيد انتخاب أبو رزق حرب في عام 1998، حاول توحيد اتحاد عموم العمال مرة أخرى، ولكن بسبب الانقسامات الداخلية لم يتمكن من النجاح. بعد عام 2001، كان تورط الدولة واضحًا جدًا لدرجة أن الحكومة اللبنانية كانت تسيطر عمليًا على شركة GCWL. ثم تم تنظيم التنظيم على أسس طائفية. 
وعلى الرغم من أن الحركة العمالية أصبحت مجزأة بعد الحرب، إلا أنه تم تنظيم الإضرابات والمظاهرات. وفي العقد الأول من القرن الحادي والعشرين، تم تنظيم بعض المظاهرات والإضرابات، لكن الكثير منها انتهى بتدخل عنيف من قبل الجيش.  وفي عام 2006، تم تنظيم مظاهرة كبيرة للاحتجاج على التوظيف على أساس تعاقدي، والذي يحرم العمال من الحماية الاجتماعية. وشارك في الاحتجاج أكثر من 200 ألف شخص.  بين عامي 2011 و2015، توحد المعلمون للمطالبة بزيادة الأجور. في عام 2012، أضرب عمال شركة كهرباء لبنان لمدة 94 يومًا احتجاجًا على عمليات التسريح المحتملة. 

## قانون العمل والحركة العمالية
حتى صدور قانون العمل في الأربعينيات من القرن الماضي، كانت القضايا المتعلقة بالعمل تخضع لقانون الجمعيات العثماني منذ عام 1909. ولم يكن هذا التشريع كافيا لتنظيم علاقات العمل لأنه كان واسعا للغاية.  تم إنشاء أول مشروع قانون في عام 1944، والذي اقترح عليه اتحاد نقابات العمال عدة تعديلات. صدر قانون العمل في 23 سبتمبر 1946. وعلى الرغم من أن هذا يعتبر نجاحاً للحركة العمالية، إلا أن قانون العمل لا يزال يحتوي على مواد تحرم العمال في لبنان.
يتكون قانون العمل من 114 مادة، اعتبرت المادة 50 منها الأكثر إشكالية بالنسبة للحركة العمالية. ونصت المادة 50 على أنه يجوز لصاحب العمل فصل أي موظف لم يكن لديه عقد أو اتفاق لمدة أو وقت محدد. المواد الأخرى في قانون العمل التي طرحت مشاكل للحركة تضمنت في الغالب أساسًا للتدخل المصرح به من قبل الدولة. بعد عقود من المطالبة بتعديل المادة 50، تم تغيير القانون في عام 1974. ومع ذلك، فإن النسخة المنقحة من قانون العمل تحمي فقط العمال الذين كانوا جزءًا من النقابات المرخصة من قبل وزارة العمل. 